# Rik Mayall
Richard Michael "Rik" Mayall (7. ožujka 1958. – 9. lipnja 2014.) bio je engleski glumac, najpoznatiji po ulogama u satiričnim TV serijama "Šljam" i "Državnik novog kova".

## Uloge
- "Državnik novog kova (The new statesman - TV serija 1987. – 1992.)[1]
- "Šljam" (Bottom - TV serija 1991. – 1995.)[2]
- "Guest House Paradiso", 1999.
- "All About George" - TV serija 2005.

## Vanjske poveznice
- imdb.com stranica Rika Mayalla